# Скандальная леди У
«Скандальная леди У» (англ. The Scandalous Lady W) — британский телевизионный фильм-биография, рассказывающий историю леди Сеймур Уорсли, поразившую светское общество своим распутным поведением и громким бракоразводным процессом. В основу сценария легла книга историка Хэлли Рубенхолд «Каприз леди Уорсли» (2008). Главную роль исполнила Натали Дормер.

## Сюжет
Поначалу юная леди Сеймур с энтузиазмом восприняла свой брак с сэром Ричардом Уорсли и была влюблена в него, однако у него оказались извращенные вкусы — он начал заставлять свою жену спать с другими мужчинами, пока он сам наблюдал за этим в замочную скважину. Устав терпеть такое отношение мужа, леди Уорсли сбежала от него с любовником, капитаном Биссетом. Лорд Уорсли подал в суд на любовника своей жены и потребовал 20 тысяч фунтов в качестве компенсации за «ущерб собственности». Последовавшее вслед за этим судебное разбирательство произвело грандиозный скандал в британском высшем обществе.

## В ролях
| Актёр            | Роль                              |
| ---------------- | --------------------------------- |
| Натали Дормер    | леди Сеймур Уорсли                |
| Анейрин Барнард  | капитан Джордж Биссет             |
| Шон Эванс        | сэр Ричард Уорсли                 |
| Оливер Крис      | виконт Дирхерст                   |
| Дэвид Колдер     | Уильям Мюррей, лорд главный судья |
| Питер Салливан   | мистер Фаррар                     |
| Джессика Ганнинг | Мэри Сотби, служанка              |

## Рецензии
- James Walton. The Scandalous Lady W, TV review: Now here's a proto-feminist hero for our costume-drama-loving age (англ.). The Independent (17 августа 2015). Дата обращения: 22 сентября 2015.
- Sam Wollaston. The Scandalous Lady W review: plenty of rumpy-pumpy, but the real scandal is the injustice of the age (англ.). The Guardian (18 августа 2015). Дата обращения: 22 сентября 2015.
- James Walton. The Scandalous Lady W, BBC Two, review: 'distinctly hollow and patronising' (англ.). The Telegraph (18 августа 2015). Дата обращения: 22 сентября 2015.